# Irene Tobar
Irene Tobar (Guayaquil, Ecuador, 5 de mayo de 1989) es una futbolista ecuatoriana, juega como portera y su equipo actual es el Al-Amal de la Saudi Women's Premier League.

## Biografía
Los primeros pasos de Irene en el fútbol fueron motivados por su padre Jesús Moisés Tobar Mejía, quien fue jugador en las Divisiones Menores de Barcelona Sporting Club y que siempre la inculcó el gusto por este deporte. A los trece años se involucró en el fútbol profesional jugando en la Selección Juvenil del Guayas, en el 2009 representó al país en la Copa Libertadores Femenina con la camiseta del Deportivo Quito, en el 2013 se enroló en el Club Rocafuerte F.C y posteriormente al club Unión Española, en el 2018 firmó con el Real Cartagena de Colombia, y desde el 2019 forma parte del Independiente del Valle.
Además de su oficio de arquera, Irene forma parte del departamento de marketing del club, ya que cuenta con una licenciatura en Diseño Gráfico, además
una de sus mayores pasiones, junto al fútbol es la fotografía. Sus redes sociales están llenas de imágenes captadas desde su cámara.

## Trayectoria

### Rocafuerte FC
Se inició jugando para el Rocafuerte FC; club en el cual fue campeona de la Serie A de Ecuador en las temporadas 2013 y 2014.

### 7 de febrero
En el 2015 se enroló en el Club 7 de febrero, en donde mantuvo una importante regularidad, que le valió ser convocada al Mundial Femenino de Canadá.

### Unión Española
Posteriormente, en el año 2016 pasa a formar parte del club Unión Española, dónde fue campeona en las temporadas 2016 y 2017-18.

### Real Cartagena
En el año 2018 firma por el Real Cartagena Femenino de Colombia, en dicha institución se mantuvo durante toda esa temporada.

### Independiente del Valle
Para el año 2019, Irene regresa al Ecuador y ficha por Independiente del Valle, club en donde se ha mantenido como titular indiscutible hasta la presente temporada.

## Selección nacional
Ha sido internacional con la Selección femenina de fútbol de Ecuador que participó en la Copa del Mundo 2015 jugada en Canadá.

### Participaciones en Copas del Mundo
| Mundial                                 | Sede   | Resultado    | Partidos |
| --------------------------------------- | ------ | ------------ | -------- |
| Copa Mundial Femenina de Fútbol de 2015 | Canadá | Primera Fase | -        |

### Participaciones en Copa América
| Copa América               | Sede    | Resultado    | Partidos |
| -------------------------- | ------- | ------------ | -------- |
| Copa América Femenina 2010 | Ecuador | Primera Fase | -        |
| Copa América Femenina 2018 | Chile   | Primera Fase | -        |

## Clubes
| Club                    | País           | Año       |
| ----------------------- | -------------- | --------- |
| Rocafuerte F.C          | Ecuador        | 2013-14   |
| 7 de Febrero            | Ecuador        | 2015      |
| Unión Española          | Ecuador        | 2016-17   |
| Real Cartagena          | Colombia       | 2018      |
| Independiente del Valle | Ecuador        | 2019-22   |
| Club Ñañas              | Ecuador        | 2024      |
| Al-Amal                 | Arabia Saudita | 2025-act. |

## Palmarés

### Títulos nacionales
| Título                                            | Club                   | País    | Año        |
| ------------------------------------------------- | ---------------------- | ------- | ---------- |
| Campeonato Ecuatoriano de Fútbol Femenino 2013    | Rocafuerte Fútbol Club | Ecuador | 2013       |
| Campeonato Ecuatoriano de Fútbol Femenino 2014    | Rocafuerte Fútbol Club | Ecuador | 2014       |
| Campeonato Ecuatoriano de Fútbol Femenino 2016    | Unión Española         | Ecuador | 2016       |
| Campeonato Ecuatoriano de Fútbol Femenino 2017-18 | Unión Española         | Ecuador | 2017- 2018 |